# Marathon van Honolulu 2009
De marathon van Honolulu 2009 vond plaats op 13 december 2008 in Honolulu. Het was de 36e editie van deze marathon. Bij de mannen won de Keniaan Patrick Ivuti in 2:12.14 en bij de vrouwen was de Russin Svetlana Zacharova het snelst in 2:28.34.
In totaal finishten er 20.312 marathonlopers, waarvan 10.392 mannen en 9929 vrouwen.

## Uitslagen

### Mannen
| rang   | naam              | land | tijd    |
| ------ | ----------------- | ---- | ------- |
| Goud   | Patrick Ivuti     | KEN  | 2:12.14 |
| Zilver | Nicholas Chelimo  | KEN  | 2:13.10 |
| Brons  | William Chebor    | KEN  | 2:14.59 |
| 4      | Jimmy Muindi      | KEN  | 2:17.17 |
| 5      | Gilbert Chepkwony | KEN  | 2:18.48 |
| 6      | Brandon Loan      | USA  | 2:25.41 |
| 7      | Samuel Mwangi     | KEN  | 2:27.36 |
| 8      | Joseph Maregu     | KEN  | 2:27.56 |
| 9      | Yasukazu Miyazato | JPN  | 2:28.34 |

### Vrouwen
| rang   | naam               | land | tijd    |
| ------ | ------------------ | ---- | ------- |
| Goud   | Svetlana Zacharova | RUS  | 2:28.34 |
| Zilver | Kiyoko Shimahara   | JPN  | 2:29.53 |
| Brons  | Pamela Chepchumba  | KEN  | 2:32.41 |
| 4      | Kaori Yoshida      | JPN  | 2:35.46 |
| 5      | Eri Hayakawa       | JPN  | 2:44.33 |
| 6      | Satoko Uetani      | JPN  | 2:45.19 |
| 7      | Akemi Ozaki        | JPN  | 2:48.24 |
| 8      | Mina Ogawa         | JPN  | 2:50.20 |
| 9      | Kozue Saito        | JPN  | 2:51.59 |
| 10     | Amy Wilson         | USA  | 2:57.59 |

1973 ·
1974 ·
1975 ·
1976 ·
1977 ·
1978 ·
1979 ·
1980 ·
1981 ·
1982 ·
1983 ·
1984 ·
1985 ·
1986 ·
1987 ·
1988 ·
1989 ·
1990 ·
1991 ·
1992 ·
1993 ·
1994 ·
1995 ·
1996 ·
1997 ·
1998 ·
1999 ·
2000 ·
2001 ·
2002 ·
2003 ·
2004 ·
2005 ·
2006 ·
2007 ·
2008 ·
2009 ·
2010 ·
2011 · 
2012 · 
2013 ·  
2014 ·  
2015 ·  
2016 ·  
2017